# Tahirih Justice Center
Le Tahirih Justice Center, généralement connu sous le simple nom de Tahirih, est une organisation non gouvernementale (O.N.G) américaine d'aide aux femmes immigrées confrontées à des situations de violence faite aux femmes, par le biais de services gratuits d'assistance juridique, sociale et médicale. Le Tahirih aide notamment les femmes à se sortir de cas de mutilations génitales féminines, de violences conjugales, de tortures et de viols. L'organisation mène par ailleurs des actions publiques au niveau législatif, afin de modifier les lois en vue de faciliter l'aide aux femmes en difficulté dans ce genre de situation, de mettre en lumière les problèmes auxquels sont confrontées les femmes immigrées aux États-Unis, et de mettre fin à l'exploitation de femmes dans les mariages sur catalogue proposés par certaines agences matrimoniales internationales.
Layli Miller-Muro a fondé le Tahirih Justice Center en 1997, à la suite de l'affaire Kasinga, une affaire médiatique aux États-Unis de demande d'asile pour échapper à des MGF au Togo, et dans laquelle Layli fut impliquée en tant qu'étudiante avocate. Layli a ensuite coécrit un livre avec sa cliente, et a utilisé les recettes de la publication du livre pour la création de l'association. En 2005, l'organisation est venue en aide à plus de 4 500 femmes et enfants en proie aux violences et abus les plus divers. L'organisation a aussi joué un rôle significatif lors de l'adoption de l'International Marriage Broker Regulation Act (IMBRA), signé par le président américain George W. Bush au début de l'année 2006, inclus dans la loi fédérale sur les violences contre les femmes de 1994 (Violence Against Women Act, VAWA); l'IMBRA fournit notamment aux femmes, dans le cadre de mariages sur catalogue, des garanties sur l'identité, le parcours marital et judiciaire de leur éventuel futur mari.
L'organisation tire son nom de Táhirih, une influente poète et théologienne perse du XIXe siècle, qui se battit pour le droit des femmes. Même si Tahirih est une organisation d'origine baha'ie, l'association est ouverte à tous, sans condition de religion ni de nationalité.